# 貿易融資
貿易融資（Trade Finance）是指因貿易而生之資金融通。通常貿易融資係以單筆交易之形式向銀行辦理資金融通。屬於自償性融資之範圍，故又稱自償性貿易融資。受于此種融資模式之銀行，乃係針對進出口廠商單筆貿易之個別需要，而提供短期性融資，並以該筆貿易所產生之貨款收入，做為到期時直接還款之來源。與其傳統融資之主要差別，在於融資銀行對企業之審貸標準與還款來源不同。

## 自償性融資
一般係指憑實際交易行為所產生之應收票據或應收帳款向融資銀行（或其他金融機構）辦理之短期貸款或憑買賣契約辦理之週轉融資，而以應收票據或應收帳款到期時所收得之款項作為還款之來源。

## 資料來源
1. ↑  貿易融資 第十五版 兼論 國際商業信用狀實務 圖解UCP 600& eUCP ，華泰文化